# Baggamålasjön
Baggamålasjön är en sjö i Olofströms kommun i Blekinge och ingår i Mörrumsån-Skräbeåns kustområde. Sjön är 7,5 meter djup, har en yta på 0,0405 kvadratkilometer och är belägen 120,3 meter över havet.

## Delavrinningsområde
Baggamålasjön ingår i det delavrinningsområde (623874-142613) som SMHI kallar för Inloppet i Orlunden. Medelhöjden är 122 meter över havet och ytan är 35,03 kvadratkilometer. Det finns inga avrinningsområden uppströms utan avrinningsområdet är högsta punkten. Avrinningsområdets utflöde Östra Orlundsån mynnar i havet. Avrinningsområdet består mestadels av skog (74 procent) och jordbruk (14 procent). Avrinningsområdet har 0,92 kvadratkilometer vattenytor vilket ger det en sjöprocent på 2,6 procent.